# KODA
KODA  (дат. Komponistrettigheder i Danmark) — общество по сбору авторских вознаграждений для авторов песен, композиторов и музыкальных издателей из Дании.
Общество выступает посредником для своих членов в целях сбора лицензионных платежей, если их музыкальные авторские произведения исполняются публично или транслируются, при этом авторам выплачивается авторское вознаграждение.

## История
KODA была основана в 1926 году. В настоящее время она работает на основе закона об авторском праве Дании — Copyright Act § 75A и включает в себя около 40000 членов.
В 1935 году в результате достигнутого соглашения с датским Министерством культуры была создана современная организация по охране авторских прав.

## Деятельность
KODA является датской ассоциаций, но управляет авторскими правами музыкантов как в Дании, так и за рубежом. Общество сотрудничает с 75 зарубежными ассоциациями, охватывающими использование музыкальных произведений в большинстве стран мира.
Все доходы ассоциации, кроме административных расходов, перечисляется авторам музыки. Сумма гонорара рассчитывается самой организацией по своим нормам. Сумма выплат зависит от того, где игралась музыка и как долго.
В 2014 году KODA имела оборот в 826 млн крон.
Примерно десять процентов от выручки организации зарезервированы в виде так называемых «культурных средств». В 2014 году их было 71 млн крон. Часть денег из «культурных средств» используются для поддержки композиторов: для опубликовать новой музыки, для грантов, для международного сотрудничества, для поддержки популярных фестивалей. Среди поддерживаемых обществом фестивалей — Music Awards, Дни скандинавской музыки и Spil Dansk Dagen.
Большинство собранных денег распределяются через датские композиторские ассоциации DJBFA , DPA, DKF и организации музыкальных издателей DMFF. Отдельные объединения выплачивают стипендии авторам и композиторам. Часть средств выплачивается авторам, не состоящим в композиторских ассоциациях. В 2014 году им было выплачено 2,7 млн крон.
KODA выдает разрешения, так называемые «fremførelsesret» — право играть музыкальные произведения публично, например, на концертах, крупных мероприятиях, на радио и в магазинах. KODA управляет также правами записи музыки на CD, кассеты, видео и т. д.

## Руководство
С 2010 года генеральным директором общества является Андерс Лассен.
Руководящий Совет общества состоит из членов трех композиторов объединений: DJBFA, DPA, DKF или организации музыкальных издателей DMFF. Члены Совета работают в течение трех лет, после чего переизбираются. Нынешний совет был избран в апреле 2013 года. Состав совета:
- Нильс Мосумгард (Mosumgaard) (председатель) — DPA
- Сюзи Хулдгард (Hyldgaard) (заместитель председателя) — DJBFA
- Бент Соренсен (Bent Sørensen) — DKF
- Нильс Мартинсен (Marthinsen) — DKF
- Май-Бритт Крамер (Maj-Britt Kramer) — DJBFA
- Иаков Морилд (Jacob Morild) — DPA (переизбран)
- Оле Дрейер Вогенсен (Wogensen) — DMFF
- Тине Биргер Кристенсен (Tine Birger Christensen) — DMFF
- Петр Литтауэр (Peter Littauer) — DMFF
- Йенс Висби (Jens Visby) (без права голоса)